# Janina Nowicka

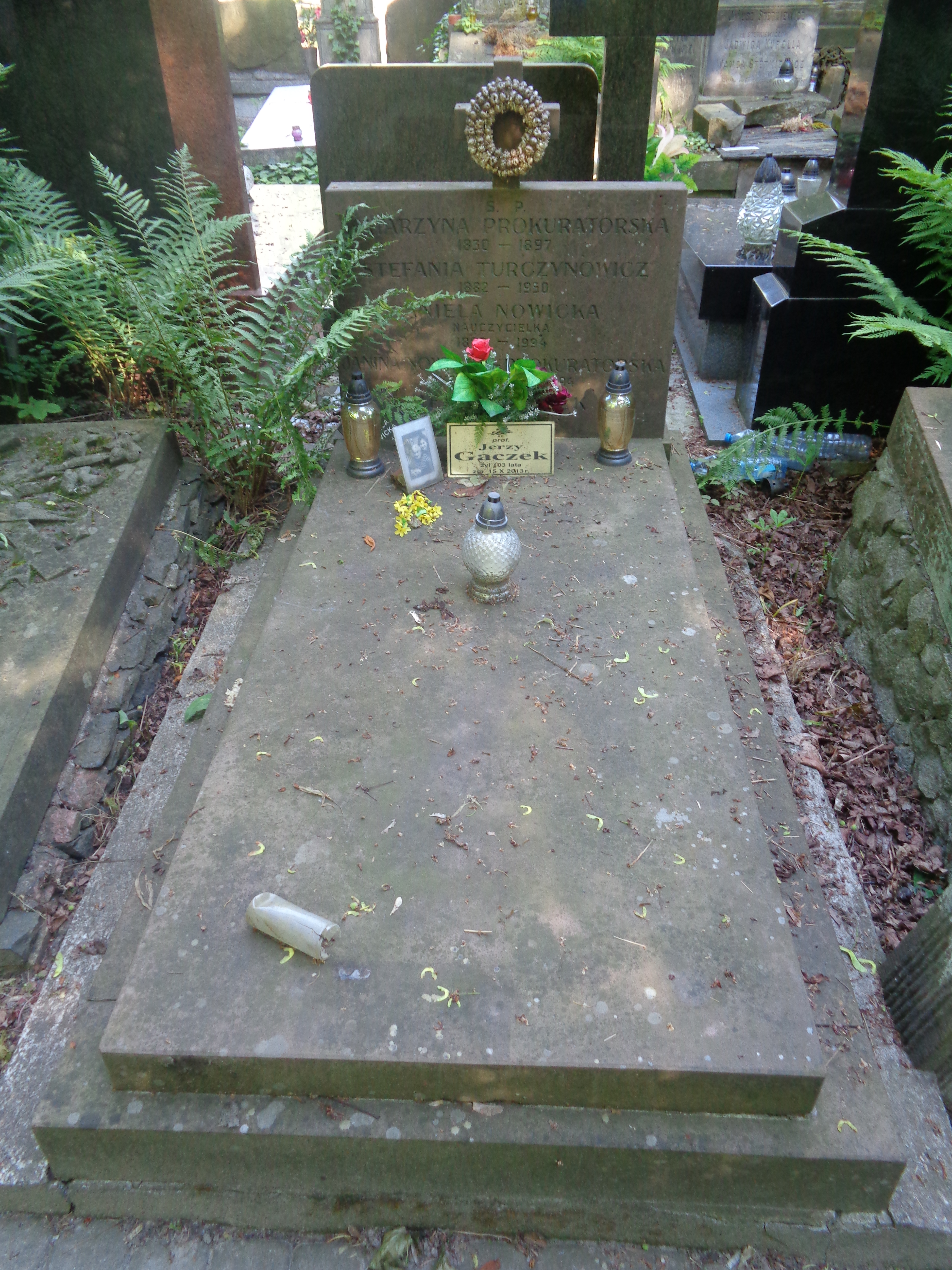
Nagrobek Janiny Nowickiej Prokuratorskiej na Cmentarzu Powązkowskim

Janina Nowicka (ur. 20 marca 1929 w Warszawie, zm. 6 marca 1994 w Warszawie) – polska aktorka teatralna i filmowa.

## Życiorys
Absolwentka Państwowej Wyższej Szkoły Teatralnej w Warszawie. Występowała na scenach Teatru Ziemi Opolskiej (1952-54), Powszechnym w Warszawie (1954-70) i Narodowym w Warszawie (1969-89). Przez trzy lata (1974-77) współpracowała również z Teatrem Ochoty w Warszawie.
Pochowana na Cmentarzu Powązkowskim (kwatera 176-4-6).

## Filmografia (wybór)
- 1975: Mała sprawa
- 1975: Obrazki z życia - urzędniczka Kwiatkowska (odc. 6)
- 1979: Mysz
- 1981: Jan Serce - Halina Pawlak, sąsiadka Jana (odc. 8 i 10)
- 1982: Dom - petentka (odc. 8 i 9)
- 1983: Kartka z podróży
- 1983: Nadzór - dyrektorka Domu Dziecka
- 1983: Nie było słońca tej wiosny - matka Piotra
- 1984: 111 dni letargu - pani Jadwiga, gospodyni Siedleckiego
- 1984: Cień już niedaleko - sąsiadka Józefa
- 1984: Hania - madmoiselle
- 1984: Kobieta w kapeluszu - Marta
- 1984: Przyspieszenie - aktorka w cyrku
- 1988: Czarodziej z Harlemu - babcia klozetowa na dworcu
- 1988: Mistrz i Małgorzata (odc. 2)
- 1993: Łowca. Ostatnie starcie - Gabriela, żona działkowicza Edwarda